# Dolicheremaeus kummeri
Dolicheremaeus kummeri är en kvalsterart som beskrevs av Balogh 1970. Dolicheremaeus kummeri ingår i släktet Dolicheremaeus och familjen Tetracondylidae. Inga underarter finns listade i Catalogue of Life.